# Liste d'espèces de reptiles décrites entre 2001 et 2005
De nouvelles espèces vivantes sont régulièrement définies chaque année.
L'apparition d'une nouvelle espèce dans la nomenclature peut se faire de trois manières principales :
- découverte dans la nature d'une espèce totalement différente de ce qui est connu jusqu'alors,
- nouvelle interprétation d'une espèce connue qui s'avère en réalité être composée de plusieurs espèces proches mais cependant bien distinctes. Ce mode d'apparition d'espèce est en augmentation depuis qu'il est possible d'analyser très finement le génome par des méthodes d'étude et de comparaison des ADN, ces méthodes aboutissant par ailleurs à des remaniements de la classification par une meilleure compréhension de la parenté des taxons (phylogénie). Pour ce type de création de nouvelles espèces, deux circonstances sont possibles : soit une sous-espèce déjà définie est élevée au statut d'espèce, auquel cas le nom, l'auteur et la date sont conservés, soit il est nécessaire de donner un nouveau nom à une partie de la population de l'ancienne espèce,
- découverte d'une nouvelle espèce par l'étude plus approfondie des spécimens conservés dans les musées et les collections.

Ces trois circonstances ont en commun d'être soumises au problème du nombre de spécialistes mondiaux compétents capables de reconnaître le caractère nouveau d'un spécimen. C'est une des raisons pour lesquelles le nombre d'espèces nouvelles chaque année, dans une catégorie taxinomique donnée, est à peu près constant.
Pour bien préciser le nom complet d'une espèce, le (ou les) auteur(s) de la description doivent être indiqués à la suite du nom scientifique, ainsi que l'année de parution dans la publication scientifique. Le nom donné dans la description initiale d'une espèce est appelé le basionyme. Ce nom peut être amené à changer par la suite pour différentes raisons.
Dans la mesure du possible, ce sont les noms actuellement valides qui sont indiqués, ainsi que les découvreurs, les pays d'origine et les publications dans lesquelles les descriptions ont été faites.

## 2001

### Espèces vivantes décrites en 2001

#### Tortues
- Platémyde à tête jaune de l'Amazone (Mesoclemmys heliostemma McCord, Joseph-Ouni et Lamar, 2001)

Tortue de la famille des chélidés découverte en Amérique du sud.

#### Lézards
- Varanus macraei Böhme et Jacobs, 2001

Varanidé.
- Varanus mabitang Gaulke et Curio, 2001

Varanidé.
- Sphaerodactylus ariasae Hedges et Thomas, 2001

Geckonidé découvert dans les Antilles (île Beata et région voisine de l'île d'Haïti, en République Dominicaine. Depuis sa découverte, cette espèce est devenue le plus petit vertébré du monde (14 à 18 mm.) .
- Calyptommatus confusionibus Rodrigues et al., 2001

Gymnophthalmidé découvert dans le parc national Confusões, dans l'État de Piauí au Brésil.
- Cyrtodactylus irianjayaensis Rössler, 2001

Gekkonidé découvert en Indonésie.
- Phelsuma hielscheri Rössler, Obst et Seipp, 2001

Gecko découvert dans l'ouest de Madagascar.
- Paroedura lohatsara, Glaw et al., 2001
- Liolaemus grosseorum Etheridge, 2001

Liolémidé découvert en Argentine
- Anolis hobartsmithi Nieto-Montes de Oca, 2001

Polychrotidé découvert au Mexique.
- Anolis ocelloscapularis Köhler, McCranie & Wilson, 2001

Polychrotidé découvert au Honduras.
- Anolis oporinus, 2001

Polychrotidé découvert à Cuba.
- Anolis roatanensis, 2001

Polychrotidé découvert dans l'île de Roatán, au Honduras.
- Anolis terueli, 2001

Polychrotidé.
- Anolis wampuensis, 2001

Polychrotidé.
- Anolis yoroensis, 2001

Polychrotidé.
- Anolis zeus, 2001

Polychrotidé.

#### Serpents
- Typhlops roxaneae, Wallach, 2001
- Tropidophis morenoi Hedges, Garrido et Díaz, 2001

Serpent tropidophiidé.
- Coluber largeni Schätti, 2001

Colubridé
- Omoadiphas aurula Köhler, McCranie et Wilson, 2001

Colubridé découvert au Honduras (endémique).
- Coluber schmidtleri Schätti et McCarthy, 2001

Colubridé découvert en Iran.
- Sibon lamari, Solorzano, 2001

Colubridé découvert au Costa Rica .
- Hydrophis sibauensis Rasmussen, Auliya et Böhme, 2001

Serpent de mer (Élapidés Hydrophiinés) découvert dans l'île de Bornéo.
- Bothrocophias myersi Gutberlet et Campbell, 2001

Vipéridé découvert en Colombie.
- Vipera orlovi Tuniyev et Ostrovskikh, 2001

Vipéridé découvert dans le Caucase
- Vipera magnifica Tuniyev et Ostrovskikh, 2001

Vipéridé découvert dans le Caucase
- Trimeresurus vogeli David, Vidal et Pauwels, 2001

Vipéridé découvert en Thaïlande.
- Bothrops muriciensis Ferrarezzi, 2001

Vipéridé

### Espèces fossiles (2001)

#### Tortues
- Azabbaremys moragjonesi Gaffney, Moody et Walker, 2001

Pélomédusidé découvert dans le Paléocène du Mali.

#### Dinosaures
- Masiakasaurus knopfleri Sampson et al., 2001

Dinosaure théropode noasauridé découvert à Madagascar. Le nom de genre est construit sur le malgache masiaka ("vicieux"). L'épithète spécifique est dédiée à Mark Knopfler, guitariste du groupe de rock britannique Dire Straits.
- Neimongosaurus yangi Zhang et al., 2001

- Paralititan stromeri J. Smith, Lamanna, Lacovara, Dodson, P. Smith, Poole, Giegengack et Attia, 2001

Dinosaure titanosauridé découvert dans le Crétacé supérieur d'Égypte. Sa longueur est estimée à 27 mètres.
- Chasmosaurus irvinensis Holmes, Forster, Ryan et Shepherd, 2001

Dinosaure cératopsien découvert dans les années 1950.
- Bienosaurus lefengensis Dong, 2001

Dinosaure scélidosauridé découvert dans le Jurassique de Chine.
- Quilmesaurus curriei Coria, 2001

Dinosaure théropode découvert en Patagonie.
- Eotyrannus lengi Hutt, Naish, Martill, Barker et Newbery, 2001

Découvert dans le Barrémien du Wessex (Angleterre) .
- Aletopelta coombsi Kirkland et Ford, 2001

Ankylosauridé découvert en Californie.
- Losillasaurus giganteus Casanovas, Santafe et Sanz, 2001

Turiasaure découvert en Espagne.

#### Serpents
- Corallus priscus Rage, 2001

Boidé découvert dans le Paléocène du Brésil.
- Hechtophis austrinus Rage, 2001

Boidé découvert dans le Paléocène du Brésil.
- Waincophis pressulus Rage, 2001

Boidé découvert dans le Paléocène du Brésil.
- Waincophis cameratus Rage, 2001

Boidé découvert dans le Paléocène du Brésil.

## 2002

### Espèces vivantes décrites en 2002

#### Lézards
- Varanus juxtindicus Böhme, Philipp et Ziegler, 2002

Varanidé.
- Dibamus kondaoensis, 2002
- Cnemaspis heteropholis Bauer, 2002

Gekkonidé découvert en Inde.
- Cyrtodactylus abrae, 2002
- Cyrtodactylus phongnhakebangensis Ziegler, Rössler, Herrmann et Vu, 2002

Gecko découvert au Vietnam.
- Cyrtodactylus slowinskii Bauer, 2002

Gecko découvert au Myanmar.
- Cyrtodactylus brevidactylus Bauer, 2002

Gecko découvert au Myanmar.
- Cyrtodactylus sumonthai, 2002
- Hemidactylus kamdemtohami Bauer et Pauwels, 2002

Gekkonidé découvert sur le mont Iboundji au Gabon. L'épithète spécifique honore le Dr. André Kamdem Toham, ichthyologue camerounais.
- Mesalina bahaeldini Segoli, Cohen & Werner, 2002

Lacertidé découvert en Égypte, où il est endémique.
- Mesalina kuri Joger et Mayer, 2002

Lacertidé découvert au Yémen.

#### Serpents
- Eunectes beniensis Dirksen, 2002

Serpent boidé.
- Tropidophis hendersoni Hedges et Garrido, 2002

Serpent tropidophiidé.
- Pantherophis slowinskii (Burbrink, 2002) (= Elaphe slowinskii)

Colubridé découvert en Louisiane. Le nom spécifique de cette nouvelle espèce de couleuvre a été dédicacé per Burbrink à Joseph ("Joe") Slowinski, hérpétologiste américain, spécialiste des élapidés, grand découvreur d'espèces nouvelles, décédé à l'âge de 38 ans des suites d'une morsure de serpent - un krait (Bungarus sp.) - survenue au Myanmar le 11 septembre 2001, le jour même de l'attaque terroriste contre le World Trade Center de New York, sa ville natale.
- Micrurus pacaraimae, 2002

Élapidé.
- Trimeresurus gumprechti David, Vogel, Pauwels et Vidal, 2002

Vipéridé découvert en Thaïlande.
- Bothrops alcatraz Marques, Martins et Sazima, 2002

Vipéridé découvert dans l'île d'Alcatrazes (en face de Saõ Paulo) au Brésil.
- Atheris hirsuta Ernst et Rödel, 2002

Vipéridé découvert dans le parc national Taï, en Côte-d'Ivoire.

### Accession au statut d'espèce (2002)
- Pantherophis emoryi (Baird et Girard, 1653)

Sous-espèce d'Elaphe guttata élevée au rang d'espèce 
- Crotalus abyssus

Sous-espèce de Crotalus viridis élevée au rang d'espèce .
- Crotalus cerberus

Sous-espèce de Crotalus viridis élevée au rang d'espèce .
- Crotalus concolor

Sous-espèce de Crotalus viridis élevée au rang d'espèce .
- Crotalus helleri

Sous-espèce de Crotalus viridis élevée au rang d'espèce .
- Crotalus lutosus

Sous-espèce de Crotalus viridis élevée au rang d'espèce .
- Crotalus oreganus

Sous-espèce de Crotalus viridis élevée au rang d'espèce .

### Espèces fossiles (2002)

#### Crocodiliens
- Goniopholis baryglyphaeus Schwarz, 2002

Goniopholidé.
- Volia athollandersoni Molnar, Worthy et Willis, 2002

Mékosuchidé découvert dans les îles Fidji.

#### Dinosaures
- Anabisetia saldiviai Coria et Calvo, 2002

Dinosaure iguanodonte découvert dans le Crétacé de Patagonie.
- Bissektipelta archibaldi Averianov, 2002

Dinosaure ankylosauridé découvert dans le Crétacé de l'Afghanistan.
- Sinovenator changii Xu et al., 2002

Dinosaure troodontidé découvert dans le Crétacé de Chine.
- Aucasaurus garridoi Coria, Chiappe et Dingus, 2002

Dinosaure abélisauridé découvert dans le Santonien d'Argentine.

#### Ptérosaures
- Hatzegopteryx thambema Buffetaut, Girgorescue & Csiki, 2002

Découvert dans le Crétacé de Roumanie.
- Thalassodromeus sethi Kellner & Campos, 2002

Découvert au Brésil.

#### Serpents
- Vipera natiensis Bailon, Garcia-Porta & Quintana-Cardona, 2002

Vipéridé découvert dans le Pliocène de l'île de Minorque (Baléares, Espagne) .

## 2003

### Espèces vivantes décrites en 2003

#### Lézards
- Calotes chincollium Vindum, 2003

Agamidé découvert au Myanmar
- Elgaria usufa Smith, Lemos-Espinal, Chiszar et Ingrasci, 2003

Anguidé.
- Dibamus booliati Das et Yaakob, 2003

Dibamidé découvert en Malaysia.
- Cyrtodactylus aaroni
- Cyrtodactylus gansi Bauer, 2003

Gecko découvert au Myanmar.
- Cyrtodactylus ayeyarwadyensis Bauer, 2003

Gecko découvert au Myanmar.
- Cyrtodactylus chanhomeae
- Cyrtodactylus wakeorum Bauer, 2003

Gecko découvert au Myanmar.
- Cyrtodactylus russelli Bauer, 2003

Gecko découvert au Myanmar.
- Cyrtodactylus annandalei Bauer, 2003

Gecko découvert au Myanmar.
- Cyrtodactylus chrysopylos Bauer, 2003

Gecko découvert au Myanmar.
- Cyrtodactylus aequalis Bauer, 2003

Gecko découvert au Myanmar.
- Cyrtodactylus tigroides
- Hemidactylus foudaii Baha el Din, 2003

Gekkonidé découvert en Égypte.
- Hemidactylus pseudomuriceus Henle et Böhme, 2003

Gecko
- Liolaemus flavipiceus Cei et Videla, 2003

Liolémidé découvert en Argentine
- Phymaturus verdugo Cei et Videla, 2003

Liolémidé découvert en Argentine

#### Serpents
- Morelia macburniei Hoser, 2003

Boidé.
- Morelia mippughae Hoser, 2003

Boidé.
- Eirenis coronelloides Sivan & Werner, 2003

Colubridé.
- Leptomicrurus renjifoi Lamar, 2003

Elapidé découvert en Colombie.
- Micrurus camilae, 2003
- Naja nubiae Wüster et Broadley, 2003

Espèce de cobra découverte dans le nord-est de l'Afrique .
- Porthidium porrasi Lamar et Sasa, 2003

Vipéridé découvert au Costa Rica .
- Echis omanensis Babocsay, 2003

Vipéridé découvert à Oman.

### Accession au rang d'espèce (2003)
- Gallotia auaritae Mateo, García-Márquez, López Jurado & Barahona, 2001

Lacertidé auparavant considéré comme une sous-espèce de Gallotia simonyi .

### Nouvelles sous-espèces vivantes (2003)

#### Serpents
- Eirenis coronella ibrahimi Sivan & Werner, 2003

Colubridé.
- Echis coloratus terraesanctae Baboacsay, 2003

Vipéridé .

### Espèces fossiles et subfossiles (2003)

#### Crocodiliens
- Anatosuchus minor Sereno & al., 2003

Découvert au Niger.
- Pachycheilosuchus trinquei Rogers, 2003

Découvert au Texas

#### Dinosaures
- Amazonsaurus maranhensis Carvalho, Avilla et Salgado, 2003
- Aviatyrannis jurassica Rauhut, 2003

Tyrannosaure découvert dans le Jurassique du Portugal.
- Bainoceratops efremovi Tereschenko et Alifanov, 2003
- Colepiocephale lambei Sullivan, 2003
- Dromaeosauroides bornholmensis Christiansen et Bonde, 2003
- Ferganosaurus verzilini Alifanov et Averianov, 2003
- Fukuisaurus tetoriensis Kobayashi et Azuma, 2003

Dinosaure hadrosauroïde découvert en 1990 dans le Crétacé du Japon.
- Gobititan shenzhouensis You, Tang et Luo, 2003
- Hanssuesia sternbergi Sullivan, 2003
- Heyuannia huangi Lü, 2003
- Hongshanosaurus houi You, Xu, et Wang, 2003
- Isisaurus colberti Wilson et Upchurch, 2003
- Lamaceratops tereschenkoi Alifanov, 2003
- Lusotitan atalaiensis Antunes et Mateus, 2003
- Magnirostris dodsoni You et Dong, 2003
- Mendozasaurus neguyelap Gonzáles Riga, 2003
- Microraptor gui Xu, Zhou, Wang, Kuang, Zhang et Du, 2003
- Olorotitan arharensis Godefroit, Bolotsky et Alifanov, 2003

Hadrosauridé découvert en Russie.
- Platyceratops tatarinovi Alifanov, 2003
- Rajasaurus narmadensis Wilson & al., 2003
- Shenzhousaurus orientalis Ji Q., Norell, Makovicky, Gao, Ji S. et Yuan, 2003
- Shuangmiaosaurus gilmorei You, Ji, Li J., et Li Y., 2003
- Sinornithomimus dongi Yoshitsugu et Lü, 2003
- Sphaerotholus buchholtzae Williamson et Carr, 2003
- Sphaerotholus goodwini Williamson et Carr, 2003
- Pantydraco caducus (Yates, 2003)

Décrit initialement sous le nom de Thecodontosaurus caducus Yates, 2003
- Yixianosaurus longimanus Xu et Wang, 2003
- Zupaysaurus rougieri Arcucci et Coria, 2003
- Antetonitrus ingenipes Yates et Kitching, 2003

Dinosaure sauropode découvert en 1981 dans le Trias du sud de l'Afrique.
- Rajasaurus narmadensis Wilson, Sereno, Srivastava, Bhatt, Khosla et Sahni, 2003

Dinosaure saurischien abélisauridé découvert dans le Crétacé de l'Inde.
- Serendipaceratops arthurcclarkei Rich et Vickers-Rich, 2003

Dinosaure cératopsien découvert dans le crétacé d'Australie. L'épithète spécifique est dédiée à l'auteur de science-fiction Arthur C. Clarke.
- Bonitasaura salgadoi Apesteguia, 2003

Dinosaure sauropode découvert dans le Crétacé inférieur de Patagonie (Argentine) .
- Equijubus normani You, Luo, Shubin, Witmer, Tang Z. et Tang F., 2003

Dinosaure ornithischien découvert dans le Crétacé de Chine.

#### Lézards
- Laonogekko lefevrei Augé, 2003

Gekkonidé découvert dans l'Yprésien de Prémontré (Aisne, France) .
- Gallotia auaritae Mateo, Garciá-Márquez, López-Jurado et Barahona, 2001

Sous-espèce de l'île de La Palma, aux Canaries, probabablement éteinte après 1500, élevée au rang d'espèce en 2003.
- Axonoscincus sabatieri Auge, 2003

Scincidé découvert dans l'Yprésien de Prémontré (Aisne, France). Le nom de genre rappelle le département de l'Aisne, l'épithète spécifique honore le paléontologue Maurice Sabatier, membre de la Société laonnoise et axonaise de paléontologie .

#### Ptérosaures
- Beipiaopterus chenianus Lü, 2003

Cténochasmatidé découvert en Chine.
- Chaoyangopterus zhangi Xiao-Lin & Zhong-He, 2003

Azadarchoïde découvert en Chine.

## 2004

### Espèces vivantes décrites en 2004

#### Lézards
- Cyrtodactylus buchardi David, Teynié et Ohler, 2004

Gekkonidé découvert au Laos.
- Cyrtodactylus thirakhupti Pauwels, Bauer, Sumontha et Chanhome, 2004

Gekkonidé découvert en Thaïlande.
- Dixonius vietnamensis Das, 2004

Gekkonidé découvert au Vietnam
- Phelsuma kely Schönecker, Bach, et Glaw, 2004

Découvert à Madagascar. C'est la plus petite espèce de Phelsuma (7,1 cm.).
- Uroplatus pietschmanni Böhle et Schönecker, 2004

Gekkonidé découvert à Madagascar.
- Tetradactylus udzungwensis Salvidio, Menegon, Sindaco et Moyer, 2004

Gerrhosauridé découvert en Tanzanie.
- Acanthodactylus ahmaddisii Werner, 2004

Lacertidé découvert en Jordanie, où il est endémique.
- Carlia aenigma Zug, 2004

Scincidé.
- Carlia ailanpalai Zug, 2004

Scincidé.
- Glaphyromorphus clandestinus Hoskin et Couper, 2004

Scincidé découvert au Queensland (Australie) .
- Leptosiaphos kilimensis Ineich, Schmitz Chirio et Le Breton, 2004

Scincidé découvert au Cameroun.
- Diploglossus ingridae Werler et Campbell, 2004

Anguidé.
- Liolaemus gununakuna Avila et al., 2004

Liolémidé découvert en Argentine

#### Serpents

##### Colubridés
- Boiga bourreti, 2004

Colubridé découvert au Vietnam.
- Drymoluber apurimacensis Lehr, Carrillo & Hocking, 2004

Colubridé découvert au Pérou.
- Micrurus tamaulipensis, 2004

Elapidé.
- Naja nubiae Wüster et Broadley, 2003

Espèce de cobra découverte dans le nord-est de l'Afrique .

##### Vipéridés
- Crotalus tancitarensis Alvarado-Díaz & Campbell, 2004

Vipéridé découvert au Mexique.
- Echis omanensis Babocsay, 2004

Découverte à Oman.
- Trimeresurus truongsonensis, 2004

Vipéridé découvert au Vietnam.

### Accès au rang d'espèce (2004)
- Iberolacerta martinezricai (Arribas, 1996)

Lacertidé antérieurement considéré comme une sous-espèce .

### Espèces fossiles décrites en 2004

#### Crocodiliens
- Argochampsa krebsi Hua et Jouve, 2004

Crocodile éosuchien gavialoïde découvert au Maroc.
- Zarasuchus shepardi Pol & Norell, 2004

Gobiosuchidé découvert en Mongolie.
- Zosuchus davidsoni Pol & Norell, 2004

Découvert en Mongolie.

#### Tortues
- Goleremys mckennai Hutchison, 2004

Tortue cryptodire (baenidés) découverte dans le Paléocène de Californie.
- Hummelemys ambigua Hervet, 2004

Ptychogasteridé.

#### Dinosaures
- Kerberosaurus manakini Bolotsky & Godefroit, 2004

Hadrosauridé découvert en Russie.
- Mirischia asymmetrica Naish et al., 2004[31]

Dinosaure coeluridé.
- Protecovasaurus lucasi Heckert, 2004

Dinosaure du Trias des États-Unis.
- Sinusonasus magnodens Xu et Wan, 2004

Dinosaure troodontidé du Crétacé de Chine.
- Talenkauen santacrucensis Novas, Cambiaso et Ambrosio, 2004

Dinosaure iguanodontidé du Crétacé d'Argentine.
- Huaxiagnathus orientalis Hwang et al., 2004

Dinosaure coeluridé du Crétacé de Chine.
- Unaysaurus tolentinoi Leal, Azevodo, Kellner et da Rosa, 2004

Dinosaure prosauropode découvert dans le Trias du Brésil en 1998, sur le bord d'une route, par Tolentino Marafiga, à qui est dédiée l'épithète spécifique. Le nom du genre fait référence à la région du sud du Brésil - Agua Negra (Unay, "eau noire" en tupi) où la découverte a été faite.
- Rapetosaurus krausei Curry Rogers et Forster, 2004

Titanosaure némegtosauridé découvert en 1991 dans le Crétacé de Madagascar.
- Atrociraptor marshalli Currie et Varricchio, 2004

Dinosaure dromaeosauridé découvert dans l'Alberta (Canada) .
- Mei long Xu et Norell, 2004

Dinosaure troodontidé découvert dans le Crétacé de Chine.
- Suuwassea emilieae Harris et Dodson, 2004

Dinosaure sauropode découvert dans le Jurassique du Montana (États-Unis) .
- Rugops primus Sereno, Wilson et Conrad, 2004

Dinosaure théropode
- Ekrixinatosaurus novasi Calvo, Rubilar-Rogers et Moreno, 2004

Dinosaure abélisauridé découvert dans le Crétacé d'Argentine.

#### Ptérosaures
- Avgodectes pseudembryon Peters, 2004

Découvert dans le Crétacé de Chine. L'espèce a été décrite d'après un spécimen trouvé dans un œuf.

## 2005

### Espèces vivantes découvertes en 2005
- Gecko (probablement du genre Gonatodes)

Découvert en mai 2005 sur l'île Union, dans les Grenadines de Saint-Vincent

### Espèces vivantes décrites en 2005
- Bronchocela orlovi Hallermann et Orlov in Hallermann, 2005

Agamidé
- Calotes desilvai Bahir et Maduwage, 2005

Agamidé
- Otocryptis nigristigma Bahir et Silva, 2005

Agamidé
- Mabuya meridensis Miralles, Rivas et Schargel, 2005

Scincidé découvert au Venezuela.
- Eryx borrii Lanza et Nistri, 2005

Boidé
- Apostolepis ammodites Ferrarezzi et al., 2005

Colubridé
- Atractus edioi Da Silva et al. 2005

Colubridé
- Atractus thalesdelemai Passos, Fernandes et Zanella, 2005

Colubridé
- Calamaria thanhi Ziegler et Quyet, 2005

Colubridé découvert au Vietnam.
- Enhydris chanardi Murphy et Voris, 2005

Colubridé découvert en Thaïlande .
- Enhydris gyii Murphy et Voris, 2005

Colubridé découvert à Bornéo.
- Serpent caméléon (Enhydris gyii Murphy, Voris et Auliya, 2005)

Colubridé découvert dans le bassin de la Kapuas, au Kalimantan dans l'île de Bornéo (Indonésie) .
- Geodipsas fatsibe Mercurio et Andreone, 2005

Colubridé
- Helicops tapajonicus Da Frota, 2005

Colubridé
- Holothele sulfurensis Maréchal, 2005[39].

théraphosidé
- Hydrops caesurus Scrocchi et al., 2005

Colubridé
- Lampropeltis webbi Bryson, Dixon et Lazcano, 2005

Colubridé
- Liopholidophis martae Glaw, Franzen et Vences, 2005

Colubridé
- Phalotris matogrossensis Lema, d'Agostini et Cappelari, 2005

Colubridé
- Thamnodynastes lanei Bailey, Thomas et Da Silva, 2005

Colubridé
- Thamnodynastes sertanejo Bailey, Thomas et Da Silva, 2005

Colubridé
- Bungarus slowinskii, 2005

Élapidé découvert au Vietnam.
- Emys trinacris Fritz et al., 2005

Emydidé
- Platémyde des canyons (Mesoclemmys perplexa Bour et Zaher)

Tortue de la famille des chélidés.
- Cnemaspis anaikattiensis Mukherjee, Bhupathy et Nixon, 2005

Gekkonidé
- Cnemaspis dezwaani Das, 2005

Geckonidé
- Cnemaspis jacobsoni Das, 2005

Geckonidé
- Cnemaspis modiglianii Das, 2005

Geckonidé
- Cnemaspis whittenorum Das, 2005

Geckonidé
- Cyrtodactylus aurensis, 2005
- Cyrtodactylus cracens Batuwita et Bahir, 2005

Geckonidé
- Cyrtodactylus edwardtaylori BAatuwita et Bahir, 2005

Geckonidé
- Cyrtodactylus ramboda Batuwita et Bahir, 2005

Geckonidé
- Cyrtodactylus semenanjungensis, 2005
- Cyrtodactylus soba Batuwita et Bahir, 2005

Geckonidé
- Cyrtodactylus subsolanus Batuwita et Bahir, 2005

Geckonidé
- Gekko scienciadventura Rössler, Ziegler, Vu, Hermann et Böhme, 2005

Geckonidé découvert au Vietnam.
- Hemidactylus mindiae Baha el Din, 2005

Gekkonidé découvert en Égypte.
- Nactus acutus Kraus, 2005

Geckonidé
- Nactus sphaerodactylodes Kraus, 2005

Geckonidé
- Proctoporus subsolanus Doan, Castoe et Arriaga, 2005

Gymnophthalmidé
- Riama rhodogaster Rivas, Schargel et Meik, 2005

Gymnophthalmidé
- Laticauda guineai Heatwole Busack et Cogger, 2005

Hydrophiidé
- Laticauda saintgironsi Cogger et Heatwole, 2005

Hydrophiidé
- Leptotyphlops greenwelli Wallach et Boundy, 2005

Leptotyphlopidé
- Lobulia stellaris Greer, Allison et Cogger, 2005

Scincidé
- Lobulia subalpina Greer, Allison et Cogger, 2005

Scincidé
- Mabuya meridensis Miralles, Rivas et Schargel, 2005

Scincidé
- Tropidophorus hangnam

Scincidé découvert dans le nord-est de la Thailande.
- Tropidophorus noggei Ziegler, Thanh et Thanh, 2005

Scincidé découvert au Vietnam.
- Liolaemus filiorum Ramirez Leyton et Pincheira-Donoso, 2005

Tropiduridé
- Liolaemus josei Abdala, 2005

Liolémidé découvert en Argentine
- Stenocercus frittsi Torres-Carvajal, 2005

Tropiduridé
- Stenocercus puyango Torres-Carvajal, 2005

Tropiduridé
- Phymaturus dorsimaculatus Lobo et Quinteros, 2005

Liolémidé découvert en Argentine
- Stenocercus sinesaccus Torres-Carvajal, 2005

Tropiduridé découvert au Brésil.
- Varanus zugorum Böhme et Ziegler, 2005

Varanidé
- Varanus reisingeri Eidenmüller et Wicker, 2005

Varanidé
- Kaieteurosaurus hindsi Kok, 2005

Gymnophthalmidé découvert dans le parc national de Kaieteur en Guyana par Philippe Kok. L'épithète spécifique est dédiée à Samuel Hinds, premier ministre de la Guyana. Nouveau genre.

### Espèces fossiles (2005)

#### Lézards
- Russellosaurus coheni Polcyn et Bell, 2005

Mosasauridé du Crétacé du Texas (États-Unis).
- Tylosaurus kansasensis Everhart, 2005

Mosasauridé découvert dans le Kansas.

#### Crocodiliens
- Chenanisuchus lateroculi Jouve, Bouya et Amaghzaz, 2005

Crocodile mésosuchien dryosauridé découvert au Maroc.
- Kambara molnari Holt & al., 2005

Mékosuchidé.

#### Dinosaures
- Changchunsaurus parvus Zan et al., 2005

Dinosaure ornithopode découvert en Chine.
- Falcarius utahensis Kirkland & al., 2005

Thérizinosauroïde découvert dans l'Utah, d'où son épithète spécifique.
- Puertasaurus reuili Novas, Salgado, Calvo et Agnolin, 2005

Dinosaure sauropode découvert dans le Crétacé de Patagonie.
- Penelopognathus weishampeli Godefroit, Li et Shang, 2005

Dinosaure iguanodonte découvert dans le Crétacé de Mongolie.
- Centrosaurus brinkmani Ryan et Russell, 2005

Dinosaure cératopsien découvert dans l'Alberta (Canada) .
- Dubreuillosaurus valesdunensis Allain, 2005

Théropode eustreptospondylidé découvert dans le Jurassique moyen de France.
- Ferganocephale adenticulatum Averianov et al., 2005

Pachycephalosauridé découvert dans le Kirghizistan.
- Hagryphus giganteus Zanno et Sampson, 2005

Dinosaure caenagnathidé du Crétacé de l'Utah (États-Unis).
- Hexinlusaurus multidens Barret, Butler et Knoll, 2005

Dinosaure ornithischien du Jurassique de Chine.
- Tanycolagreus topwilsoni Carpenter, Miles et Cloward, 2005

Sauropsidien coeluridé du Jurassique du Wyoming (États-Unis).
- Hungarosaurus tormai Osi, 2005

Ankylosaure nodosauridé du Crétacé de l'ouest de la Hongrie.
- Tyrannotitan chubutensis Novas, de Valai, Vickers-Rich et Rich, 2005

Dinosaure carcharodontosauridé découvert en Argentine.
- Baurutitan britoi Kellner, Campos et Trotta, 2005

Dinosaure sauropode découvert dans le Crétacé du Brésil.
- Brachytrachelopan mesai Rauhut et al., 2005

Dinosaure dicraeosauridé découvert dans la Jurassique d'Argentine.
- Condorraptor currumili Rauhut, 2005

Dinosaure découvert en Argentine
- Appalachiosaurus montgomeriensis Carr, Williamson et Schwimmer, 2005

Tyrannosaure découvert dans l'Alabama.

#### Ptérosaures
- Bakonydraco galaczi Ősi, Weishampel & Jianu, 2005

Tapéjaridé découvert en Hongrie.
- Boreopterus cuiae Lü & Ji, 2005

Découvert en Chine.
- Caulkicephalus trimicrodon Martill & al., 2005

Ornithocheiridé découvert dans l'île de Wight (Angleterre). Le nom de genre est construit sur le surnom (anglais Caulk Head) des habitants de l'île de Wight.
- Eoazhdarcho liaoxiensis Lü & Ji, 2005

Azdarchoïde découvert en Chine.
- Eopteranodon lii Lü & Zhang, 2005

Découvert en Chine.
- Feilongus youngi Wang, Kellner, Zhou & Campos, 2005

Découvert en Chine.